# Fiach McHugh O'Byrne
Fiach McHugh O'Byrne, en irlandais : Fiach mac Aodh Ó Broin, né vers 1534, intronisé en 1578 jusqu'à sa mort en 1597, était le seigneur de Ranelagh et a parfois été considéré comme le chef de la famille O'Byrne au cours de la reconquête de l'Irlande par les Tudors.

## Source
- (en) Dictionary of Irish History : Emmett O'Byrne O'Byrne, Fiach MacHugh